# 404-es főút (Magyarország)
A 404-es főút az M4-es autóutat köti össze a 4-es főúttal az autóút átadása óta Üllőtől keletre. Korábban a 4-es főút része volt, a Vecsés–Üllő elkerülő forgalmát vezette vissza a 4-es főút eredeti nyomvonalára.

## Története
A Vecsés–Üllő elkerülő egy időben a 4-es főút része volt, azonban az M4-es autóút Üllő és Cegléd közti szakaszának teljes átadása után a gyorsforgalmi út része lett. Ezáltal a főút eredeti nyomvonalára való visszavezetés sem maradt meg 4-es útszámozással, hanem ez a szakasz átszámozva új útszámot kapott, amire 2020 februárjában került sor.